# Hynobius formosanus
Hynobius formosanus é uma espécie de anfíbio caudado pertencente à família Hynobiidae. Endêmica de Taiwan.